# Кубок Ліхтенштейну з футболу 2018—2019
Кубок Ліхтенштейну з футболу 2018–2019 — 74-й розіграш кубкового футбольного турніру в Ліхтенштейні. Титул здобув Вадуц.

## Календар
| Раунд        | Дата                         | Матчі | Клуби   |
| ------------ | ---------------------------- | ----- | ------- |
| Перший раунд | 21-28 серпня 2018            | 3     | 15 → 12 |
| Другий раунд | 12-25 вересня 2018           | 4     | 12 → 8  |
| 1/4 фіналу   | 23 жовтня - 7 листопада 2018 | 4     | 8 → 4   |
| 1/2 фіналу   | 9 квітня 2019                | 2     | 4 → 2   |
| Фінал        | 1 травня 2019                | 1     | 2 → 1   |

## Перший раунд
| Команда 1      | Рахунок | Команда 2      |
| -------------- | ------- | -------------- |
| 21 серпня 2018 |         |                |
| Трізенберг     | 4:1     | Бальцерс II    |
| 22 серпня 2018 |         |                |
| Шан II         | 0:3     | Руггелль II    |
| 28 серпня 2018 |         |                |
| Трізенберг II  | 1:2     | Ешен-Маурен II |

## Другий раунд
| Команда 1       | Рахунок | Команда 2      |
| --------------- | ------- | -------------- |
| 12 вересня 2018 |         |                |
| Трізен          | 0:1     | Ешен-Маурен II |
| 25 вересня 2018 |         |                |
| Трізен II       | 1:5     | Шан            |
| Ешен-Маурен III | 0:4     | Трізенберг     |
| Руггелль II     | 4:1     | Бальцерс III   |

## 1/4 фіналу
| Команда 1        | Рахунок | Команда 2   |
| ---------------- | ------- | ----------- |
| 23 жовтня 2018   |         |             |
| Руггелль II      | 0:3     | Шан         |
| Трізенберг       | 1:5     | Ешен-Маурен |
| 24 жовтня 2018   |         |             |
| Ешен-Маурен II   | 1:5     | Руггелль    |
| 7 листопада 2018 |         |             |
| Бальцерс         | 1:2     | Вадуц       |

## 1/2 фіналу
| Команда 1     | Рахунок | Команда 2 |
| ------------- | ------- | --------- |
| 9 квітня 2019 |         |           |
| Шан           | 0:1 дч  | Руггелль  |
| Ешен-Маурен   | 0:1     | Вадуц     |

## Фінал
| 1 травня 2019 18:00 (UTC+2) |

| Вадуц                               | 3:2      | Руггелль                         |
| ----------------------------------- | -------- | -------------------------------- |
| Візер 36' Кулібалі 52' Шюлюнгец 77' | Протокол | Коллманн 45+1' Зекірі 86' (пен.) |

| Райнпарк, Вадуц Глядачів: 1 122 Арбітр: Алессандро Дудич |